# Spectacle sexuel

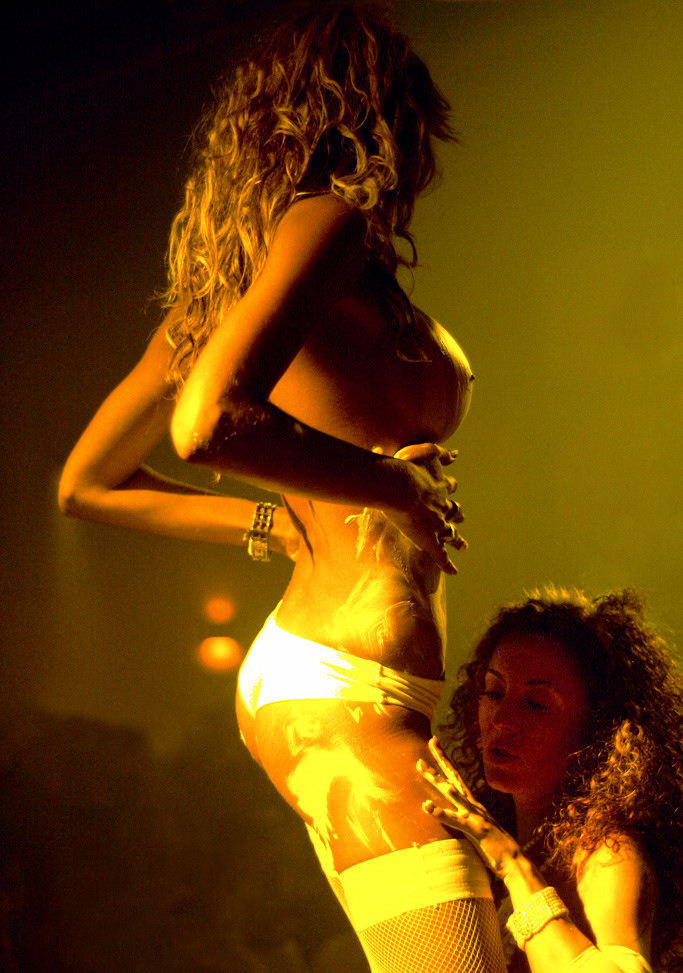
Un spectacle sexuel lesbien à Grenade (Espagne).

Un spectacle sexuel est une performance artistique ou de divertissement à caractère érotique ou pornographique impliquant une ou plusieurs personnes effectuant des actes sexuels ou des représentations de nature sexuelle devant un public.

## Histoire
Les spectacles sexuels ont une longue histoire, remontant à l'Antiquité. Dans la Grèce antique, par exemple, des représentations érotiques étaient parfois incluses dans les pièces de théâtre et les festivités en l'honneur du dieu Dionysos. De même, dans la Rome antique, des spectacles érotiques étaient parfois organisés lors de banquets et de célébrations.
Au cours des siècles suivants, les spectacles sexuels ont évolué en fonction des changements culturels et sociaux.
Au XIXe siècle, le mouvement de la Belle Époque en Europe a donné naissance à des spectacles de cabaret mettant en vedette des danseuses et des performances érotiques, comme le célèbre Moulin Rouge à Paris.
Au XXe siècle, les spectacles sexuels ont continué à évoluer avec l'apparition du cinéma érotique et pornographique, ainsi que des spectacles de striptease et de burlesque .

## Typologie

### Striptease
Le striptease est un type de spectacle dans lequel une personne se déshabille progressivement devant un public, généralement en dansant ou en effectuant des mouvements sensuels. Ce type de performance est courant dans les clubs de striptease et les bars.

### Burlesque
Le burlesque est une forme de spectacle comique et érotique qui combine des éléments de théâtre, de danse et de musique. Les artistes de burlesque effectuent souvent des numéros de striptease et des performances satiriques ou parodiques.

### Peep show
Le peep show est un type de spectacle sexuel dans lequel les spectateurs regardent des personnes effectuant des actes sexuels ou érotiques à travers une petite ouverture ou une fenêtre.

### Sexe en direct
Le sexe en direct est un spectacle dans lequel des personnes effectuent des actes sexuels en direct devant un public. Ces spectacles peuvent être trouvés dans certains clubs érotiques, théâtres pour adultes et événements spéciaux.

### Sur Internet:camgirlsetcamboys
Sur les sites de camgirls, des individus interagissent avec les téléspectateurs et effectuent des actes érotiques ou sexuels devant une webcam en échange de pourboires ou de paiements. Les sites de webcam pour adultes sont devenus populaires au début du XXIe siècle avec l'expansion d'Internet.

## Légalité et régulation
La légalité des spectacles sexuels varie considérablement d'un pays à l'autre et même d'une région à l'autre au sein d'un même pays. Dans certains pays, ces spectacles sont légaux et réglementés, tandis que dans d'autres, ils peuvent être illégaux ou limités en fonction de la nature de la performance et de l'âge des participants. Les lois et régulations concernant les spectacles sexuels peuvent également varier en fonction de facteurs tels que la protection des travailleurs du sexe, la santé publique et la moralité sociale.

## Controverses et critiques
Les spectacles sexuels ont suscité des controverses et des critiques pour diverses raisons. Certains considèrent ces spectacles comme une forme d'exploitation sexuelle, en particulier lorsqu'ils impliquent des travailleurs du sexe contraints ou forcés de participer. D'autres s'inquiètent des effets potentiels sur la santé mentale et physique des participants, ainsi que de la manière dont ces spectacles peuvent contribuer à la propagation d'infections sexuellement transmissibles. Les critiques féministes soulignent également que de nombreux spectacles sexuels renforcent les stéréotypes de genre et objectivent les femmes, les réduisant à des objets sexuels. Cependant, certains défenseurs du mouvement sex-positif soutiennent que les spectacles sexuels peuvent être une forme d'expression artistique et de libération sexuelle, tant pour les artistes que pour les spectateurs, et qu'ils peuvent contribuer à briser les tabous et les stigmates entourant la sexualité,,.